# Sword Songs
Albums de Grand Magus
Triumph and Power
(2014) Wolf God
(2019)
Sword Songs est le huitième album studio du groupe suédois de heavy metal Grand Magus publié le 13 mai 2016 par Nuclear Blast.

## Liste des chansons
Toutes les chansons sont écrites et composées par Grand Magus.
| No  | Titre                                      | Durée |
| --- | ------------------------------------------ | ----- |
| 1.  | Freja's Choice                             | 4:00  |
| 2.  | Varangian                                  | 3:41  |
| 3.  | Forged in Iron - Crowned in Steel          | 5:38  |
| 4.  | Born for Battle (Black Dog of Brocéliande) | 3:41  |
| 5.  | Master of the Land                         | 3:51  |
| 6.  | Last One to Fall                           | 4:00  |
| 7.  | Frost and Fire                             | 3:16  |
| 8.  | Hugr                                       | 2:07  |
| 9.  | Every Day There's a Battle to Fight        | 4:30  |
| 10. | In for the Kill                            | 3:35  |
| 11. | Stormbringer                               | 5:04  |